# Nathan Coles
Nathan Coles (? - 12 de febrero de 2023) fue un DJ británico. Descrito como un pionero del tech house y una figura destacada en la escena, jugó un papel crucial en la formación de esta en el Reino Unido a finales de los años 90 y en los 2000.

## Carrera
Coles inició su carrera organizando numerosas fiestas y raves en Londres a principios de los años 90. Ganó reconocimiento por organizar las célebres fiestas Release. En 1994, cofundó el influyente evento de tech house Wiggle junto a Terry Francis, donde se presentaron DJs reconocidos como Richie Hawtin, Layo & Bushwacka! y Mr. G. Wiggle rápidamente ganó notoriedad, y Coles, Francis y el residente Eddie Richards mantuvieron una residencia en Fabric por más de una década. Fue una figura central en la escena tech house del Reino Unido desde finales de los 90 hasta los 2000. Tras una pausa, Wiggle relanzó tanto su sello como su serie de fiestas en 2019 para conmemorar su 25 aniversario.
Coles lanzó música bajo varios nombres, siendo el más notable Get Fucked, así como Two Right Wrongans, Housey Doingz y The Delinquents. Colaboró con artistas como Francis, Mr. C, Silverlining y Nils Hess. Sus producciones aparecieron en sellos como Groove Pleasure, 10 Kilo, Hotkitchen! Records y su propio sello, Is This. Mixmag lo reconoce por "producir varios de los temas más duraderos e icónicos de la escena incipiente".
Además de sus presentaciones como DJ, Coles tuvo una prolífica carrera en producción musical, acumulando más de 200 lanzamientos en sus propios sellos, Wiggle Records e Is This Music.

## Muerte
El 15 de febrero de 2023, los hijos de Coles, Fabian y Josh, confirmaron en su perfil de Facebook que había fallecido por suicidio el 12 de febrero de 2023, tras sufrir graves problemas de salud mental.
Se compartieron numerosos tributos en redes sociales lamentando su fallecimiento. Carl Loben, editor en jefe de DJ Mag, lo recordó como un pionero del tech house, desde la cofundación de las fiestas Wiggle con Terry Francis hasta su impactante alias Get Fucked. Simone Butler de Primal Scream lo elogió como una figura emblemática de la escena, recordando su tiempo en Wiggle y su admiración por sus lanzamientos.

## Discografía

### Álbumes y EPs
- Pick-N-Mix EP (Wiggle, 1996) (como Housey Doingz)[6]
- Tech House Phenomena, Vol. 2 (Euka/Eukahouse, 1999)
- Give Me a Break (10 Kilo, 2005)
- Twelve Upheavals That Brought the Redwoods to Flight (Facehead, 2005)
- Wiggle for 20 Years (Fabric, 2014)[7]